# Clepsis poliochra
Clepsis poliochra es una especie de polilla del género Clepsis, categorizada en la tribu Archipini, de la subfamilia Tortricinae.

## Distribución
Se distribuye por Kenia.

## Taxonomía
Fue descrita por Meyrick en 1920 y publicada en (Tortrix), Voyage de Ch. Alluaud et R. Jeannel en Afrique OrientaleI I Microlepidoptera: 51.